# Ollioules
Ollioules – to miejscowość i gmina we Francji, w regionie Prowansja-Alpy-Lazurowe Wybrzeże, w departamencie Var.
Według danych na rok 1990 gminę zamieszkiwało 10 398 osób, a gęstość zaludnienia wynosiła 523 osoby/km² (wśród 963 gmin regionu Prowansja-Alpy-W. Lazurowe Ollioules plasuje się na 67. miejscu pod względem liczby ludności, natomiast pod względem powierzchni na miejscu 496.).
Obszar gminy jest częścią apelacji winiarskiej AOC Bandol.

## Współpraca
- Weiler-Simmerberg, Niemcy